# Стационе Бибона (Ливорно)
Стационе Бибона је насеље у Италији у округу Ливорно, региону Тоскана.
Према процени из 2011. у насељу је живело 88 становника. Насеље се налази на надморској висини од 9 м.